# Stadion Worskła im. Butowskiego w Połtawie
Stadion „Worskła” im. Butowskoho w Połtawie (ukr. Стадіон «Ворскла» імені Олексія Бутовського) to wielofunkcyjny stadion na Ukrainie, leżący w mieście Połtawa. Na stadionie najczęściej odbywają się mecze piłkarskie – gra tutaj zespół piłkarski z tego miasta, Worskła Połtawa. Stadion posiada także bieżnię lekkoatletyczną, w związku z tym może być także używany do zawodów lekkoatletycznych. Został wybudowany za czasów ZSRR w 1951 roku. W 1974 roku został rekonstruowany. Obiekt może pomieścić 25 tysięcy widzów. W 2008 nadano mu imię Butowskoho.